# Zapasy na Letnich Igrzyskach Olimpijskich 2004 – kategoria do 84 kg w stylu klasycznym
Rywalizacja w wadze do 84 kg mężczyzn w zapasach w stylu klasycznym na Letnich Igrzyskach Olimpijskich 2004 została rozegrana 24 i 25 sierpnia. Zawody odbyły się w hali Ano Liosia Olympic Hall w Ano Liosia.
W zawodach wzięło udział 20 zawodników.

## Klasyfikacja[1]
| Pozycja | Nazwisko               |
| ------- | ---------------------- |
|         | Aleksiej Miszyn        |
|         | Ara Abrahamian         |
|         | Wiaczasłau Makaranka   |
| 4       | Hamza Yerlikaya        |
| 5       | Dimitrios Awramis      |
| 6       | Ołeksandr Darahan      |
| 7       | Shingo Matsumoto       |
| 8       | Lewon Geghamian        |
| 9       | Behruz Dżamszidi       |
| 10      | Attila Bátky           |
| 11      | Brad Vering            |
| 12      | Władisław Metodiew     |
| 13      | Dżanarbek Kendżejew    |
| 14      | Gocza Ciciaszwili      |
| 15      | Fritz Aanes            |
| 16      | Mélonin Noumonvi       |
| 17      | Andrea Minguzzi        |
| 18      | Muchran Wachtangadze   |
| 19      | Tarvi Thomberg         |
| DQ      | Muhammad Abd al-Fattah |

Muhammad Abd al-Fattah został zdyskwalifikowany za niesportowe zachowanie i protesty po walce w ćwierćfinale.

## Zasady
Uczestnicy zostali podzielni na grupy. Najlepszy zawodnik awansował do dalszej rywalizacji w rundzie finałowej
- TF – Łopatki
- ST – Przewaga (10 punktów różnicy, przewaga techniczna)
- PP – Na punkty (Pokonany zdobył punkty)
- PO – Na punkty (Pokonany bez punktów)
- PA – Kontuzja
- CP – Punkty
- TP – Punkty techniczne/Czas

## Wyniki[2]

### Grupa 1
| Miejsce | Zawodnik             | Kraj     | W | P | CP | TP |
| ------- | -------------------- | -------- | - | - | -- | -- |
| 1       | Wiaczasłau Makaranka | Białoruś | 2 | 0 | 7  | 6  |
| 2       | Lewon Geghamian      | Armenia  | 1 | 1 | 4  | 11 |
| 3       | Andrea Minguzzi      | Włochy   | 0 | 2 | 0  | 0  |

| Zapaśnik 1           | Zapaśnik 2           | CP  |    | TP   |
| -------------------- | -------------------- | --- | -- | ---- |
| Lewon Geghamian      | Wiaczasłau Makaranka | 0-3 | PO | 0-3  |
| Andrea Minguzzi      | Lewon Geghamian      | 0-4 | ST | 0-11 |
| Wiaczasłau Makaranka | Andrea Minguzzi      | 4-0 | TF | 1:33 |

### Grupa 2
| Miejsce | Zawodnik               | Kraj              | W | P | CP | TP |
| ------- | ---------------------- | ----------------- | - | - | -- | -- |
| 1       | Muhammad Abd al-Fattah | Egipt             | 2 | 0 | 6  | 7  |
| 2       | Brad Vering            | Stany Zjednoczone | 1 | 1 | 4  | 0  |
| 3       | Muchran Wachtangadze   | Gruzja            | 0 | 2 | 0  | 0  |

| Zapaśnik 1             | Zapaśnik 2             | CP  |    | TP  |
| ---------------------- | ---------------------- | --- | -- | --- |
| Muhammad Abd al-Fattah | Muchran Wachtangadze   | 3-0 | PO | 3-0 |
| Brad Vering            | Muhammad Abd al-Fattah | 0-3 | PO | 0-4 |
| Muchran Wachtangadze   | Brad Vering            | 0-4 | PA |     |

### Grupa 3
| Miejsce | Zawodnik          | Kraj     | W | P | CP | TP |
| ------- | ----------------- | -------- | - | - | -- | -- |
| 1       | Dimitrios Awramis | Grecja   | 2 | 0 | 6  | 8  |
| 2       | Behruz Dżamszidi  | Iran     | 1 | 1 | 4  | 4  |
| 3       | Fritz Aanes       | Norwegia | 0 | 2 | 1  | 1  |

| Zapaśnik 1        | Zapaśnik 2        | CP  |    | TP  |
| ----------------- | ----------------- | --- | -- | --- |
| Dimitrios Awramis | Fritz Aanes       | 3-1 | PP | 5-1 |
| Behruz Dżamszidi  | Dimitrios Awramis | 1-3 | PP | 1-3 |
| Fritz Aanes       | Behruz Dżamszidi  | 0-3 | PO | 0-3 |

### Grupa 4
| Miejsce | Zawodnik          | Kraj    | W | P | CP | TP |
| ------- | ----------------- | ------- | - | - | -- | -- |
| 1       | Aleksiej Miszyn   | Rosja   | 2 | 0 | 6  | 6  |
| 2       | Gocza Ciciaszwili | Izrael  | 1 | 1 | 3  | 3  |
| 3       | Mélonin Noumonvi  | Francja | 0 | 2 | 1  | 1  |

| Zapaśnik 1        | Zapaśnik 2        | CP  |    | TP  |
| ----------------- | ----------------- | --- | -- | --- |
| Gocza Ciciaszwili | Mélonin Noumonvi  | 3-1 | PP | 3-1 |
| Aleksiej Miszyn   | Gocza Ciciaszwili | 3-0 | PO | 3-0 |
| Mélonin Noumonvi  | Aleksiej Miszyn   | 0-3 | PO | 0-3 |

### Grupa 5
| Miejsce | Zawodnik           | Kraj     | W | P | CP | TP |
| ------- | ------------------ | -------- | - | - | -- | -- |
| 1       | Hamza Yerlikaya    | Turcja   | 3 | 0 | 10 | 12 |
| 2       | Ołeksandr Darahan  | Ukraina  | 2 | 1 | 8  | 6  |
| 3       | Władisław Metodiew | Bułgaria | 1 | 2 | 3  | 5  |
| 4       | Tarvi Thomberg     | Estonia  | 0 | 3 | 0  | 0  |

| Zapaśnik 1         | Zapaśnik 2         | CP  |    | TP   |
| ------------------ | ------------------ | --- | -- | ---- |
| Hamza Yerlikaya    | Ołeksandr Darahan  | 3-1 | PP | 4-1  |
| Władisław Metodiew | Tarvi Thomberg     | 3-0 | PO | 3-0  |
| Hamza Yerlikaya    | Władisław Metodiew | 4-0 | TF | 2:52 |
| Ołeksandr Darahan  | Tarvi Thomberg     | 3-0 | PO | 5-0  |
| Hamza Yerlikaya    | Tarvi Thomberg     | 3-0 | PO | 3-0  |
| Ołeksandr Darahan  | Władisław Metodiew | 4-0 | PA |      |

### Grupa 6
| Miejsce | Zawodnik            | Kraj      | W | P | CP | TP |
| ------- | ------------------- | --------- | - | - | -- | -- |
| 1       | Ara Abrahamian      | Szwecja   | 3 | 0 | 9  | 13 |
| 2       | Shingo Matsumoto    | Japonia   | 2 | 1 | 6  | 10 |
| 3       | Attila Bátky        | Słowacja  | 1 | 2 | 4  | 4  |
| 4       | Dżanarbek Kendżejew | Kirgistan | 0 | 3 | 3  | 4  |

| Zapaśnik 1          | Zapaśnik 2          | CP  |    | TP  |
| ------------------- | ------------------- | --- | -- | --- |
| Attila Bátky        | Dżanarbek Kendżejew | 3-1 | PP | 3-1 |
| Ara Abrahamian      | Shingo Matsumoto    | 3-0 | PO | 5-0 |
| Attila Bátky        | Ara Abrahamian      | 0-3 | PO | 0-4 |
| Dżanarbek Kendżejew | Shingo Matsumoto    | 1-3 | PP | 1-7 |
| Attila Bátky        | Shingo Matsumoto    | 1-3 | PP | 1-3 |
| Dżanarbek Kendżejew | Ara Abrahamian      | 1-3 | PP | 2-4 |

### Runda finałowa[3]
|  | Ćwierćfinały           | Ćwierćfinały           | Ćwierćfinały |  |  | Półfinały            | Półfinały            | Półfinały      |   |                 | Finał                 | Finał                 | Finał                 |
|  |                        |                        |              |  |  |                      |                      |                |   |                 |                       |                       |                       |
|  | Wiaczasłau Makaranka   | Wiaczasłau Makaranka   | 2            |  |  |                      |                      |                |   |                 |                       |                       |                       |
|  | Muhammad Abd al-Fattah | Muhammad Abd al-Fattah | 0            |  |  | Wiaczasłau Makaranka | Wiaczasłau Makaranka | 0              |   |                 |                       |                       |                       |
|  | Dimitrios Awramis      | Dimitrios Awramis      | 2            |  |  | Aleksiej Miszyn      | Aleksiej Miszyn      | 6              |   |                 |                       |                       |                       |
|  | Aleksiej Miszyn        | Aleksiej Miszyn        | 5            |  |  |                      |                      |                |   | Aleksiej Miszyn | Aleksiej Miszyn       | 1                     |                       |
|  |                        |                        |              |  |  |                      | Ara Abrahamian       | Ara Abrahamian | 1 |                 |                       |                       |                       |
|  |                        |                        |              |  |  | Hamza Yerlikaya      | Hamza Yerlikaya      | 0              |   |                 |                       |                       |                       |
|  |                        |                        |              |  |  | Ara Abrahamian       | Ara Abrahamian       | 3              |   |                 | Walka o brązowy medal | Walka o brązowy medal | Walka o brązowy medal |
|  |                        |                        |              |  |  |                      |                      |                |   |                 |                       |                       |                       |
|  |                        |                        |              |  |  |                      |                      |                |   |                 | Wiaczasłau Makaranka  | Wiaczasłau Makaranka  | 2                     |
|  |                        |                        |              |  |  |                      |                      |                |   |                 | Hamza Yerlikaya       | Hamza Yerlikaya       | 1                     |

|  |                        |                   |    |
|  | o 5 miejsce            |                   |    |
|  |                        |                   |    |
|  |                        |                   |    |
|  |                        |                   |    |
|  | Muhammad Abd al-Fattah |                   |    |
|  |                        |                   |    |
|  | Dimitrios Awramis      | Dimitrios Awramis | WO |
|  | Dimitrios Awramis      | Dimitrios Awramis | WO |
|  |                        |                   |    |